# 林千代作
林 千代作（はやし ちよさく、1947年5月4日 - ）は、神奈川県出身の元プロ野球選手（外野手）。

## 来歴・人物
鎌倉学園高校では、1964年に夏の甲子園神奈川県予選の決勝戦に進出するが、武相高に5-3で惜敗。この大会では準決勝、決勝とも本塁打を放った。翌年夏の県予選も準決勝で日大高に敗れ、甲子園大会には出場しなかったが、恵まれた体と長打力で各スカウトからマークされていた。在学中の公式戦打率は.323、本塁打は22本。
ノンプロ日本軽金属に入社が内定していたがこれを断り、1965年のドラフト2位で巨人に入団。1966年から一軍で起用され、9月27日の大洋ホエールズとの試合では、この試合で日本通算100勝を達成したジョー・スタンカから初本塁打を放つ。1967年のジュニアオールスターにも出場。1969年には14試合に出場するが、同年限りで現役引退。
高卒新人として入団1年目に初本塁打を放つが、これはドラフト制採用以後の巨人では1993年に松井秀喜が11本塁打を記録するまで、林のみが成し遂げたものである。その長打力は完成すれば王貞治以上の逸材と期待されたが未完に終わった。
2010年に社会人野球のクラブチーム・横浜ベイブルースの監督を務めた。一身上の都合により同年9月に退任している。

## 詳細情報

### 年度別打撃成績
| 年 度     | 球 団     | 試 合 | 打 席 | 打 数 | 得 点 | 安 打 | 二 塁 打 | 三 塁 打 | 本 塁 打 | 塁 打 | 打 点 | 盗 塁 | 盗 塁 死 | 犠 打 | 犠 飛 | 四 球 | 敬 遠 | 死 球 | 三 振 | 併 殺 打 | 打 率 | 出 塁 率 | 長 打 率 | O P S |
| --------- | --------- | ----- | ----- | ----- | ----- | ----- | -------- | -------- | -------- | ----- | ----- | ----- | -------- | ----- | ----- | ----- | ----- | ----- | ----- | -------- | ----- | -------- | -------- | ----- |
| 1966      | 巨人      | 2     | 3     | 3     | 1     | 1     | 0        | 0        | 1        | 4     | 1     | 0     | 0        | 0     | 0     | 0     | 0     | 0     | 1     | 0        | .333  | .333     | 1.333    | 1.667 |
| 1967      | 巨人      | 5     | 5     | 5     | 0     | 0     | 0        | 0        | 0        | 0     | 0     | 0     | 0        | 0     | 0     | 0     | 0     | 0     | 2     | 0        | .000  | .000     | .000     | .000  |
| 1968      | 巨人      | 2     | 2     | 2     | 0     | 1     | 0        | 0        | 0        | 1     | 0     | 0     | 0        | 0     | 0     | 0     | 0     | 0     | 1     | 0        | .500  | .500     | .500     | 1.000 |
| 1969      | 巨人      | 14    | 12    | 12    | 2     | 4     | 2        | 0        | 0        | 6     | 2     | 1     | 0        | 0     | 0     | 0     | 0     | 0     | 3     | 0        | .333  | .333     | .500     | .833  |
| 通算：4年 | 通算：4年 | 23    | 22    | 22    | 3     | 6     | 2        | 0        | 1        | 11    | 3     | 1     | 0        | 0     | 0     | 0     | 0     | 0     | 7     | 0        | .273  | .273     | .500     | .773  |

### 記録
- 初出場・初打席：1966年9月25日、対中日ドラゴンズ24回戦（後楽園球場）、6回裏に柴田勲の代打として出場、水谷実智郎の前に凡退
- 初安打・初本塁打：1966年9月27日、対大洋ホエールズ26回戦（川崎球場）、8回表にジョー・スタンカからソロ
- 初先発出場：1969年8月2日、対阪神タイガース15回戦（阪神甲子園球場）、6番・右翼手で先発出場 ※偵察メンバー、1回裏の守備から国松彰に交代

### 背番号
- 37 （1966年 - 1969年）